# Marika Gombitová
Marika Gombitová (Turány, Csehszlovákia, 1956. szeptember 12. –) énekesnő, a 80-as évek szlovák popzenéjének kiemelkedő egyénisége.

## Pályafutása
Zenei pályafutását 1970-ben a Matador együttesben kezdte, majd 1971 és 1973 között a Profily együttes tagja. 1976-tól a Modus együttes tagja. 1978-ban Študentská láska című dalával a Pozsonyi Líra könnyűzenei fesztivál díjnyertese. Az 1980-as Pozsonyi Lírán harmadik helyezést ért el a Janko Lehotskýval közösen előadott Tajomstvo hier című duettjük. 1980. november 30-án elszenvedett autóbalesete következtében kerekesszékbe kényszerült, de fél évnyi kihagyás után visszatért a könnyűzenei életbe. 1996-ban életműdíjat kapott. Legtöbb dalának szövegírója Kamil Peteraj.

## Lemezei

### Szólóalbumai
- 1979 - Dievča do dažďa
- 1980 - Rainy Day Girl (angol)
- 1981 - Môj malý príbeh
- 1982 - Slnečný kalendár
- 1983 - Mince na dne fontán
- 1984 - No. 5
- 1984 - My friend the Tree (angol)
- 1985 - Marika No. 5 (angol)
- 1986 - Voľné miesto v srdci
- 1987 - Ateliér duše
- 1990 - Kam idú ľudia
- 1994 - Zostaň

### A Modus együttessel közösen kiadott lemezei
- 1979 - Modus
- 1980 - Modus (angol)
- 1980 - Balíček snov
- 1981 - 99 zápaliek
- 1983 - Záhradná kaviareň

## Díjak, elismerések
- Pozsonyi Líra (1977 - fődíj; 1978 – fődíj; 1979 – második hely; 1980 – harmadik hely).
- Az 1980-as nemzetközi sopoti dalfesztivál fődíja.
- A szlovák Grand Prix ZAI életműdíj popzene kategóriában (1996)
- Vyznanie című dalának ítélték oda 2007-ben Szlovákiában Az évszázad dala díjat.
- Slovenský slavík:
  - 1999: 3. hely (16 194 szavazat)
  - 2000: 2. hely (10 207 szavazat)
  - 2001: 2. hely (16 450 szavazat)
  - 2002: 2. hely (13 773 szavazat)
  - 2003: 4. hely (9 453 szavazat)
  - 2004: 5. hely (2 860 szavazat)
  - 2005: 2. hely (4 610 szavazat)

## Fordítás
- Ez a szócikk részben vagy egészben  a   Marika Gombitová című szlovák Wikipédia-szócikk ezen változatának fordításán alapul.  Az eredeti cikk szerkesztőit annak laptörténete sorolja fel. Ez a jelzés csupán a megfogalmazás eredetét és a szerzői jogokat jelzi, nem szolgál a cikkben szereplő információk forrásmegjelöléseként.